# Oedopeza costulata
Oedopeza costulata är en skalbaggsart som först beskrevs av Gilmour 1962.  Oedopeza costulata ingår i släktet Oedopeza och familjen långhorningar. Inga underarter finns listade i Catalogue of Life.